# Tropico 6
Tropico 6 — компьютерная игра в жанрах экономическая стратегия и политический симулятор, разработанная студией Limbic Entertainment и выпущенная компанией Kalypso Media. Игра является сиквелом Tropico 5 и входит в серию игр Tropico. Игра была анонсирована в рамках E3 2017 и вышла 29 марта 2019 года на ПК, а на приставках PlayStation 4 и Xbox One — 27 сентября 2019 года. 6 ноября 2020 года вышло переиздание Tropico 6 — Nintendo Switch Edition на консоль Nintendo Switch, содержащее ряд косметических изменений. Улучшенное издание игры для PlayStation 5 и Xbox Series X/S выпустили 31 марта 2022 года.

## Игровой процесс
Как и в предыдущих играх серии, игрок принимает на себя роль «Эль Президенте», лидера Тропико — государства, расположенного на Карибских островах; главная задача игры — удержаться у власти. Как и в Tropico 5, в игре присутствуют четыре эпохи: колониальная эра, эра мировых войн, эра холодной войны и современная эра.
В отличие от предыдущих игр серии, в которых Тропико занимала один остров, Tropico 6 позволяет игрокам занять архипелаг из маленьких островов и строить между ними мосты (начиная с эры мировых войн). Также в игре появились рейды на другие острова, осуществляемые с целью кражи чудес света и монументов, были возвращены предвыборные речи и обновлена система исследований, сфокусированная на политических аспектах диктаторства.
По словам ведущего контент-дизайнера Йоханнеса Пфейффера, Tropico 6 содержит «полностью симулируемых» жителей, а действия правительства Эль Президенте по отношению к гражданам могут оказывать эффект на продуктивность жителей, а в конечном итоге могут приводить к восстанию. У игрока есть возможность кастомизировать как своего Эль Президенте (в том числе выбирая пол — мужской или женский), так и президентский дворец.
Игра поддерживает кооперативный и соревновательный режимы многопользовательской игры до четырёх человек.

## Разработка и выпуск
Игра была анонсирована 12 июня 2017 года в рамках выставки E3 2017. В отличие от большинства предыдущих игр серии, разработанных Haemimont Games, Tropico 6 была разработана студией Limbic Entertainment. Игра основана на движке Unreal Engine 4. Изначально выпуск игры на ПК, PlayStation 4 и Xbox One был назначен на 2018 год.
Игра вышла на персональных компьютерах 29 марта 2019 года, а выпуск для приставок PS4 и Xbox One был назначен на 27 сентября 2019 года. 6 ноября 2020 года игра вышла игра Tropico 6 — Nintendo Switch Edition — версия игры для Nintendo Switch с рядом косметических изменений, в числе которых — новый дизайн дворца, пруд фламинго и туристический костюм Эль Президенте. В конце 2021 года, разработчики объявили о выпуске специального издания Tropico 6 Next Gen Edition для консолей нового поколения PlayStation 5 и Xbox Series X/S, выпуск которого состоялся 31 марта 2022 года.

## Восприятие

### Критика
| Сводный рейтинг | Сводный рейтинг                                    |
| Агрегатор       | Оценка                                             |
| --------------- | -------------------------------------------------- |
| GameRankings    | 81,77 %                                            |
| Metacritic      | PC: 78/100 PS4: 76/100 XOne: 78/100 Switch: 70/100 |

Игра получила положительные отзывы критиков; согласно сайту Metacritic, версия игры для ПК получила средний рейтинг 78/100 на основе 62 рецензий.

### Продажи
Tropico 6 стала самой распродаваемой игрой во франшизе; прибыль, которую игра приносила после выпуска, была на 50 % выше, чем у Tropico 5.

### Награды и номинации
| Год  | Номинация            | Категория                                    | Результат | Примечания |
| ---- | -------------------- | -------------------------------------------- | --------- | ---------- |
| 2017 | Gamescom Awards      | Best Booth Award                             | Номинация | [ 15 ]     |
| 2017 | Gamescom Awards      | Best Strategy Game                           | Номинация | [ 15 ]     |
| 2019 | The Game Awards 2019 | Best Strategy Game                           | Номинация | [ 16 ]     |
| 2020 | New York Game Awards | Tin Pan Alley Award for Best Music in a Game | Номинация | [ 17 ]     |
| 2020 | NAVGTR Awards        | Game, Simulation                             | Номинация | [ 18 ]     |